# Dmitri Dmitrijewitsch Maksutow

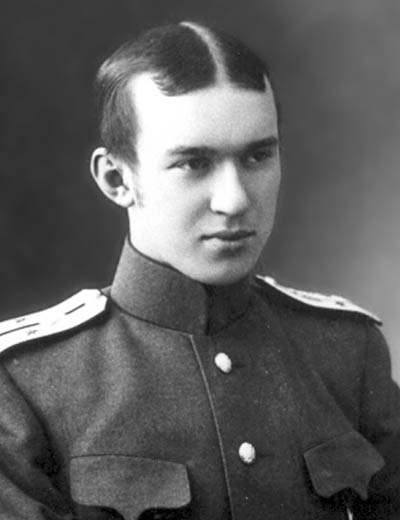
Dmitri Maksutow als Leutnant (1916)

Dmitri Dmitrijewitsch Maksutow (russisch Дмитрий Дмитриевич Максутов, wiss. Transliteration Dmitrij Dmitrievič Maksutov; * 11.jul. / 23. April 1896greg. in Odessa; † 12. August 1964 in Leningrad) war ein russischer Optiker und der Erfinder des nach ihm benannten Maksutov-Teleskops. Er organisierte ab 1930 das Laboratorium für astronomische Optik im Staatlichen Optischen Institut der UdSSR.

## Leben
Maksutow wurde als Sohn einer Seemannsfamilie in Odessa geboren. Bereits als Kind interessierte er sich für Astronomie und fertigte sich mit 12 Jahren ein 180-mm-Teleskop an. Später las er Publikationen des bekannten russischen Optikers Alexander Andrejewitsch Tschikin, der sein Lehrer wurde. Er konstruierte ein Fernrohr mit einer Öffnung von 210 mm und begann, damit ernsthafte astronomische Beobachtung zu betreiben. Im Alter von 15 Jahren wurde er bereits als Mitglied in die Russische astronomische Gesellschaft aufgenommen. Drei Jahre später schloss er die Schule für Militäringenieure in Petersburg ab. Zwischen 1921 und 1930 arbeitete er am Physikalischen Institut der Universität von Odessa auf dem Gebiet der astronomischen Optik.
1930 rief er in Leningrad das Laboratorium für astronomische Optik im Staatlichen Optischen Institut der UdSSR ins Leben und leitete dieses bis 1952. Diese Einrichtung war eine der führenden astronomischen Forschungsgruppen in der UdSSR. Hier veröffentlichte er 1932 Anaberratische reflektierende Flächen und Systeme und ihre neuen Testmethoden. In diesem Werk analysierte er aplanatische Zweispiegelsysteme und stellte die Kompensationsmethode vor, die er bereits 1924 vorgeschlagen hatte. Diese Methode wurde damals neben der Schattenmethode zum wichtigsten Prüfverfahren für abbildende Spiegel.
Sein wichtigster Beitrag auf dem Gebiet der Optik war die Erfindung des Maksutov-Teleskops (1942). Er setzte eine meniskusförmige Korrektionsplatte vor die Öffnung eines Spiegelteleskops. Damit gelang es ihm, die sphärische Aberration des sphärischen Hauptspiegels zu beheben. Diese Methode wurde nicht nur von seinem Laboratorium für viele der wichtigsten Sternwarten in der Sowjetunion verwendet, auch international fand sie große Verbreitung.
Neben seinen astronomischen Beobachtungsgeräten stellte er auch viele Objektive, Linsen, Spiegel und Prismen für medizinische Instrumente und andere Anwendungen her.
1944 wurde er Professor und 1946 korrespondierendes Mitglied Akademie der Wissenschaften der UdSSR. Ab 1952 arbeitete er an der Sternwarte in Pulkowo. Er starb 1964 in Leningrad.
Der Krater Maksutov auf der Mondrückseite wurde 1970 nach ihm benannt, und seit 1983 trägt der Asteroid (2568) Maksutov seinen Namen.

## Auszeichnungen
- Stalinpreis (1941, 1946)
- Ehrenzeichen der Sowjetunion (1943)[1]
- Leninorden (1945, 1958)
- The Badge of Honour (1943)
- Grand Prix auf der Weltausstellung 1958 in Brüssel

## Werke
- D. D. Maksutov: New Catadioptric Meniscus Systems, in Journal of the Optical Society of America, 34 (1944) S. 270–284.
- D. D. Maksutow: Technologie der astronomischen Optik. VEB Verlag Technik, Berlin 1954.